# かぐらめ
『かぐらめ』（kagura-me）は、2015年に公開された日本映画。山梨県都留市の市制60周年協賛事業として制作された。日本国内でのロードショーは2015年10月24日からであるが、舞台となった山梨県では5月3日の都留市を皮切りに6月にかけて先行上映された。
第39回モントリオール世界映画祭のファースト・フィルム・ワールド・コンペティションに正式出品された。また、第24回セントルイス国際映画祭のコンペティション部門およびJapan Film Festival Los Angeles 2015で正式招待作品として上映された。
渡辺大介役を演じた今井雅之は2015年5月28日に亡くなり、本作が最後の映画出演となった。

## ストーリー
山梨県都留市で代々続いてきた獅子神楽。
毎年、秋に行われる例祭、八朔祭で奉納されてきたものだ。
秋音は幼少時代、そこで神楽を舞う父恭次郎が大好きだった。
ところが、母百合子が病に倒れたある年、恭次郎は最期を看取ることなく祭りに出掛けてしまう。
それ以来、父娘の関係に深い溝が生じる。
高校を卒業後、東京の介護施設で働き始める秋音。
母の十三回忌に久しぶりに故郷に帰る秋音だったが、恭次郎は体調に異変をきたす。

## キャスト
- 菊地秋音 - 武田梨奈…東京の介護施設に勤める
- 菊地恭次郎 - 大杉漣…山梨の水晶研磨職人、元獅子神楽の舞手
- 菊地百合子 - 筒井真理子…秋音の母
- 斉藤陽子 - 筒井真理子…恭次郎を手伝う
- 相原咲良 - 黒川芽以…重雄の孫、神楽の笛方
- 田村翔 - 森岡龍…依子の息子、神楽の舞手
- 居酒屋の女将 - 大河内奈々子
- 小林妙子 - 白須慶子…秋音の先輩
- 田村依子 - 朝加真由美……秋音の叔母
- 医者 - 信太昌之
- 畑野恵理子 - 滝沢涼子…老人ホーム施設長
- 佐野哲也 - 足立智充…老人ホーム介護主任
- 老人ホーム入居者 - 草薙良一
- 菊地秋音（幼少時） - 瀬駒妃
- 渡辺大介 - 今井雅之…恭次郎の親友
- 相原重雄 - 上條恒彦…神楽保存会リーダー

## 製作スタッフ
- 監督 - 奥秋泰男
- 脚本 - 難波望
- エグゼクティブプロデューサー - 清家端
- プロデューサー - 前信介
- アシスタントプロデューサー - 山中羽衣
- 主題歌 -  片平里菜「姿」
- 助監督 -  齊藤勇起
- 音楽 - 五十嵐宏治
- 撮影 - 岩永洋
- 照明 - 加藤大輝
- 美術プロデューサー - 吉田敬
- 美術 - 佐々木信夫
- 録音 - 西山徹
- 衣装 - 大森茂雄、加藤友美
- ヘアメイク - 南場千鶴、柴田広美
- スチール - 飯田えりか、飯本貴子
- 製作プロダクション - 株式会社ヌーヴォ
- 配給 - イーライフピクチャーズ